# جاکومو پوزلی
جاکومو پوزلی (آلبانیایی: Xhakom Pozelli; ۲۲ ژوئیهٔ ۱۹۲۲ – ۳۰ اوت ۲۰۰۷) بازیکن فوتبال اهل آلبانی بود.
از باشگاه‌هایی که در آن بازی کرده‌است می‌توان به باشگاه فوتبال تیرانا اشاره کرد.
وی همچنین در تیم ملی فوتبال آلبانی بازی کرده‌است.